# Blandine Ebinger

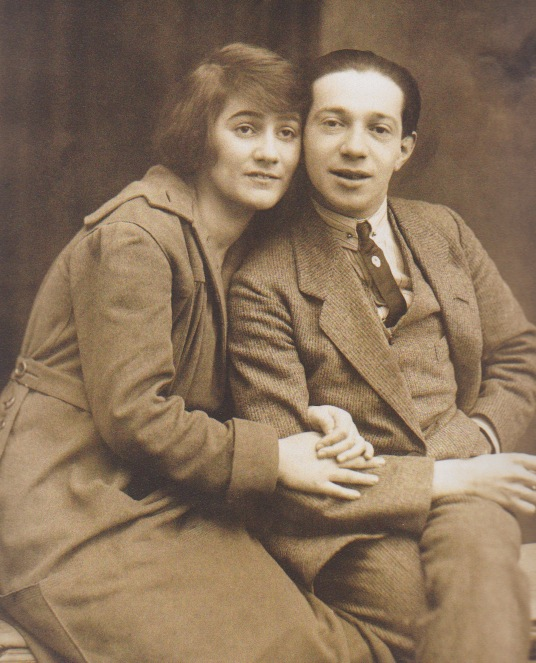
El matrimonio Holländer-Ebinger

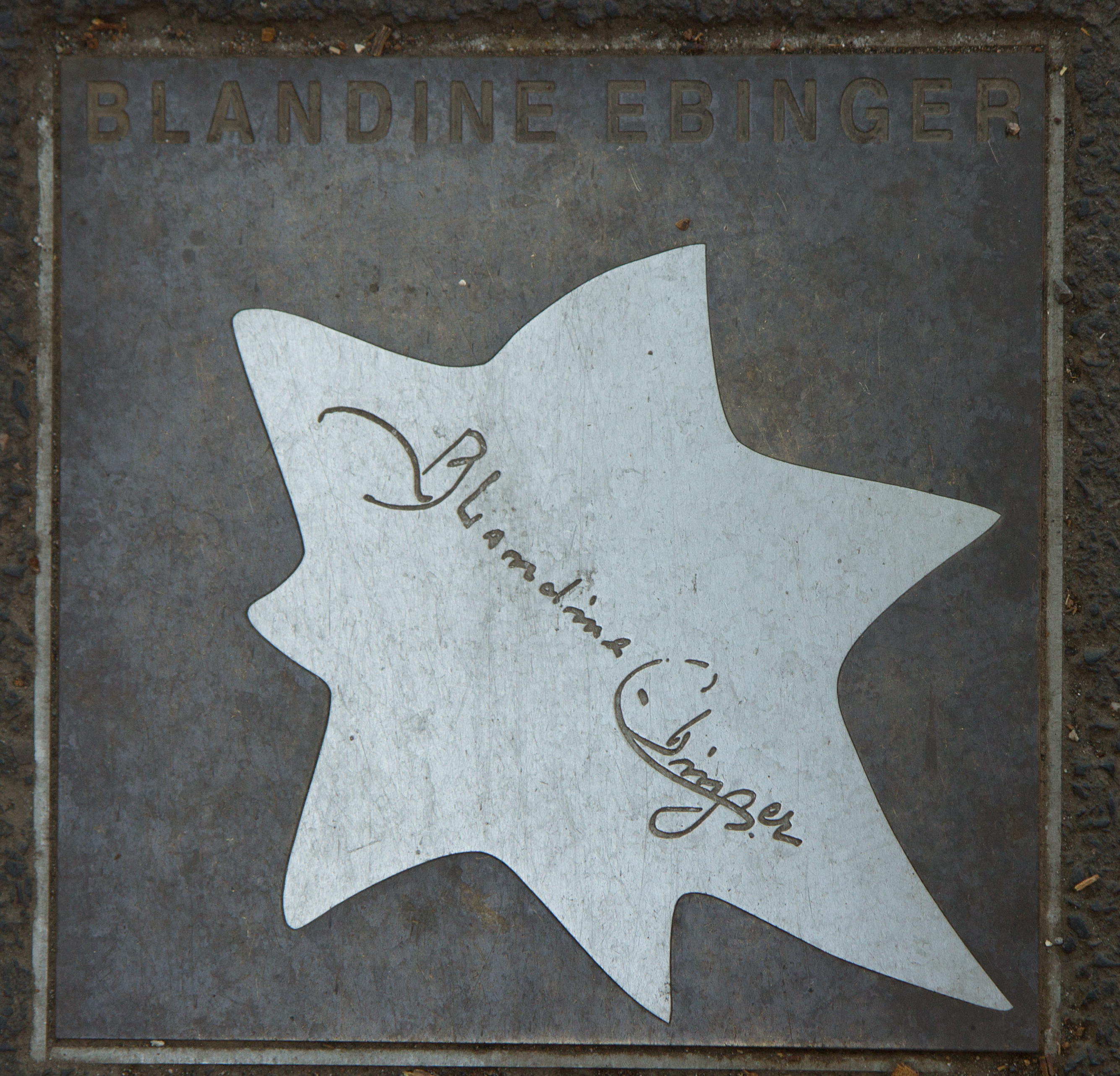

Blandine Ebinger (nacida como Blandine Loeser) (Berlín, 4 de noviembre de 1899 - Berlín, 25 de diciembre de 1993) fue una actriz y cantante alemana del cine mudo y de la escena de cabaret berlinés, en el famoso Schall und Rauch y el Café des Westens.
Hija del pianista Gustav Loeser y la actriz Margarete Wezel. Se casó con el compositor Friedrich Holländer en 1919 de quien grabó sus canciones de cabaret en las décadas del 20 y 30 y las Lieder eines armen Mädchen. Tuvo una hija con él, Philine. Se separaron en 1926.
Debido a la hostilidad hacia judíos abandono Alemania en 1937, radicándose en Estados Unidos hasta su regreso en 1947.
A su regreso se volvió a casar y prosiguió su carrera en teatro y televisión.

## Libros y publicaciones
- Blandine Ebinger: „Blandine …“: von und mit Blandine Ebinger. Arche, Zürich 1985, ISBN 3-7160-2031-1.
- Blandine Ebinger: Erinnerungen der Schauspielerin und Diseuse Blandine Ebinger. Luchterhand, Hamburg 1992, ISBN 3-630-71100-6.
- Werner Röder, Herbert A. Strauss: Biographisches Handbuch der deutschsprachigen Emigration nach 1933. ) 4 Bände, Saur, München 1983.